# 비텝스크현

비텝스크현의 문장

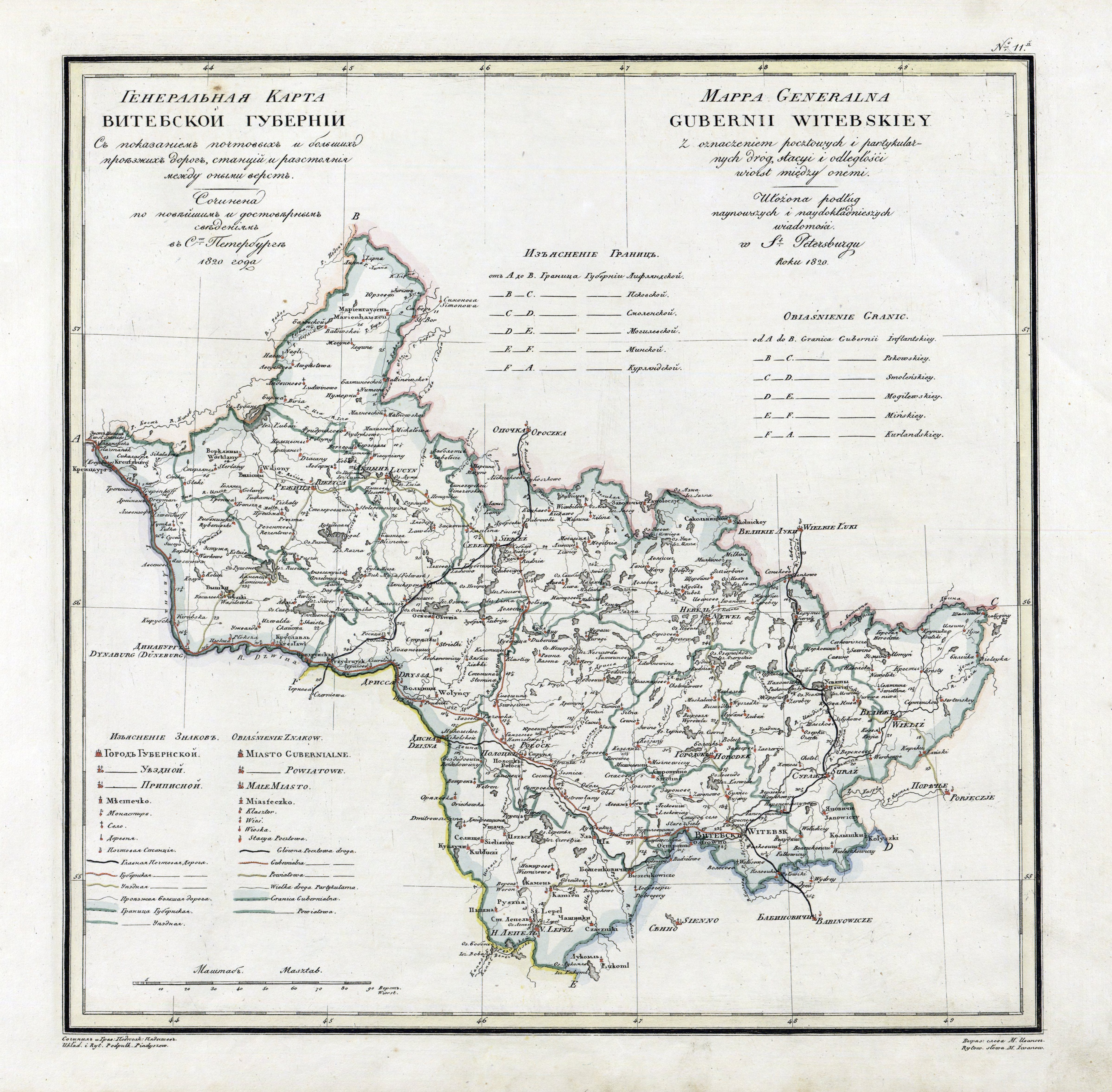
비텝스크현의 지도

비텝스크현(러시아어: Витебская губерния)은 1802년부터 1924년까지 존재했던 러시아 제국의 현으로 현도는 비쳅스크(비텝스크)이며 면적은 33,960.8km2, 인구는 1,489,246명(1897년 당시 기준)이다. 현재의 벨라루스 비쳅스크주, 라트비아 북서부, 러시아 프스코프주와 스몰렌스크주 북동부에 걸쳐 있었다. 1802년 벨라루스현에서 분리되어 신설되었다.